# Caaporã
Caaporã este un oraș în Paraíba (PB), Brazilia.